# Спинени (Долж)
Спинени (рум. Spineni) насеље је у Румунији у округу Долж у општини Мелинешти. Oпштина се налази на надморској висини од 164 m.

## Становништво
Према подацима из 2002. године у насељу је живело 161 становника, од којих су сви румунске националности.